# Термофосфати
Термофосфати (від термо… і фосфати) — фосфорні добрива, які утворюють спіканням природних фосфатів з сполуками лужних або лужноземельних металів (сода, сульфати тощо). Застосовують термофосфати переважно на кислих ґрунтах. Термофосфати містять 11-15 % Р2О5 і 30 % кальцію. Дуже, ефективне мінеральне добриво для основного внесення на кислих ґрунтах.